# Kostel svatého Gotharda a Nanebevzetí Panny Marie
Kostel svatého Gotharda a Nanebevzetí Panny Marie je farní kostel farnosti Budišov u Třebíče. Je chráněn jako kulturní památka České republiky. Kolem kostela se nachází hřbitov.

## Historie
Kostel má pozdně románské jádro pocházející z 12. století, náležející kostelu Panny Marie (což bylo původní zasvěcení). Pravděpodobně byl založen benediktinskými mnichy z třebíčského kláštera a dle pověsti poslední opat kláštera je v tomto kostele pohřben. Ve 13. století byla postavena gotická sakristie a ve 14. století pak byla kostelní loď zaklenuta gotickými oblouky a nad románskou apsidou vznikl presbytář. V roce 1414 majitelé panství přistavěni ke kostelu i kapli svatého Gotharda, která později byla zbořena. Později byla přistavěna i gotická jižní loď kostela. Později, po požáru kostela, byla kostelní loď v roce 1720 barokně zaklenuta, prolomena nová okna a vestavěna hudební kruchta. Výzdobu kostela v roce 1729 provedl malíř Antonio Joseph Prenner, v roce 1672 byla do kostela instalována cínová křtitelnice.
V roce 1722 byla postavena renesanční věž kostela, v době vládnutí hrabat Paarů byla umístěna železná korouhev, v roce 1982 pak byla nahrazena měděnou, posléze spadla a na věž byla navrácena až v roce 2011. Na věži jsou umístěny tři zvony, kdy největší z nich byl ulit v roce 1524. V roce 1911 byla zřízena panská oratoř se schodištěm. 

## Popis
Jedná se o jednolodní stavbu s odsazeným kněžištěm, k jehož severní zdi přiléhá sakristie s panskou oratoří v patře. K jižní zdi přiléhá trojboce uzavřená kaple sv. Gotharda. Závěr kněžiště je opatřen opěrnými pilíři s pultovou stříškou. V kněžišti se nacházejí úzká okna dělená středním prutem, v lomeném záklenku se čtyřlistými kružbami. Nad hřebenem střechy je monumentální korouhev v podobě siluet postav Panny Marie a sv. Gotharda.
Kněžiště je zaklenuto jedním polem křížové žebrové klenby a lunetovým závěrem. Plochostropá oratoř je přístupna z vnějšího přiloženého schodiště. Kněžiště se otevírá do lodi vítězným obloukem se segmentovým záklenkem. Loď je zaklenuta valeně s výsečemi. Klenební plochu pokrývá malba znázorňující korunování a oslavu panny Marie apoštoly a starozákonní proroky. Jižní zeď je prolomena třemi lomenými oblouky do kaple, zaklenuté valeně s výsečemi.
Na rozích ochozu věže jsou umístěny sochy z lasturového vápence zobrazující různé světce či svatého Gotharda. Na vrcholu věže se nachází korouhev, která je dle knihy českých rekordů největší v republice, je vysoká 4,2 metru, široká 2,5 metru a váží 440 kg.
V roce 2024 byl nově zpřístupněn ochoz věže, ten se nachází ve výšce 25 metrů a je volně přístupný v létě.

## Galerie

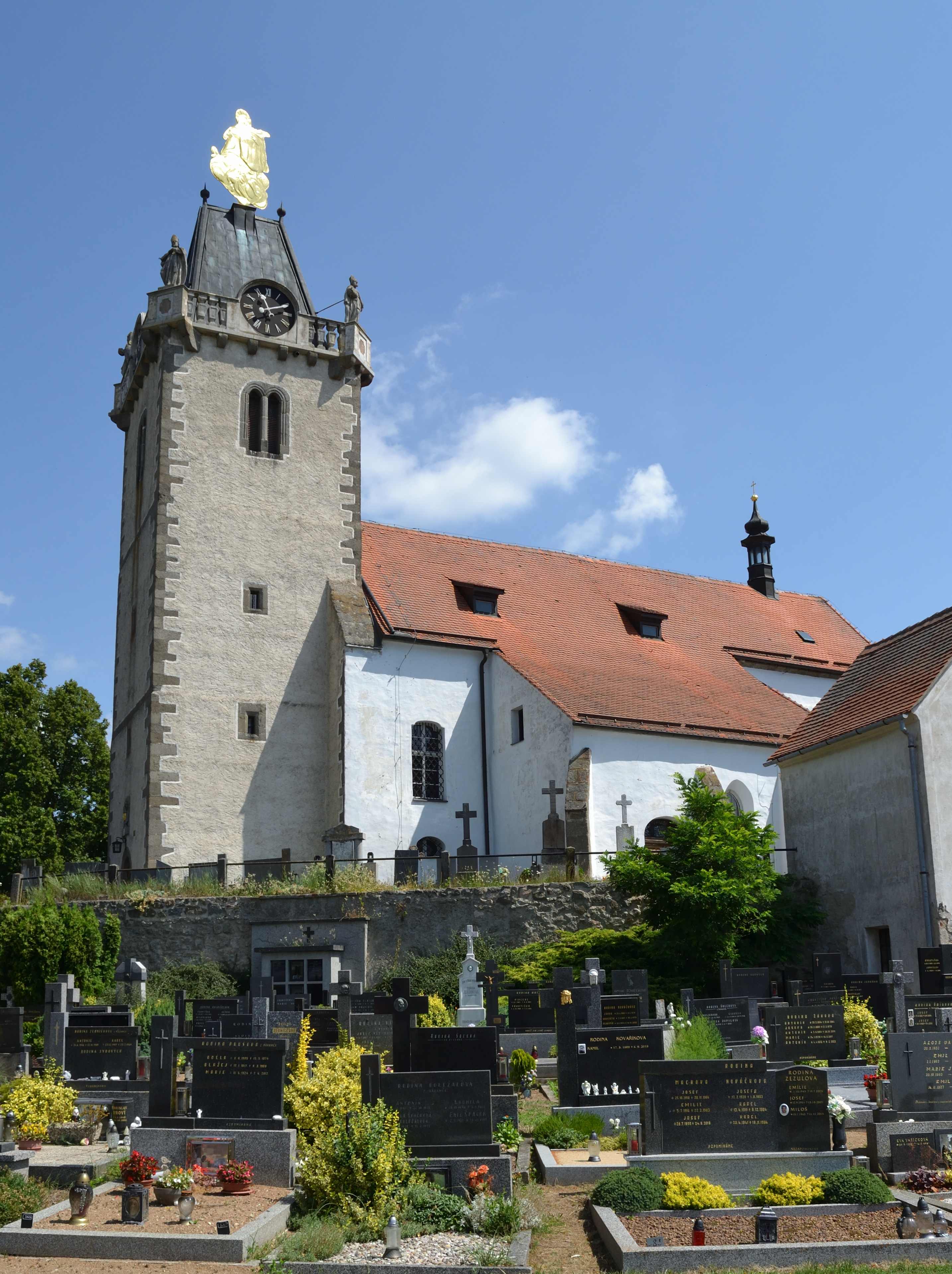
Pohled od jihu
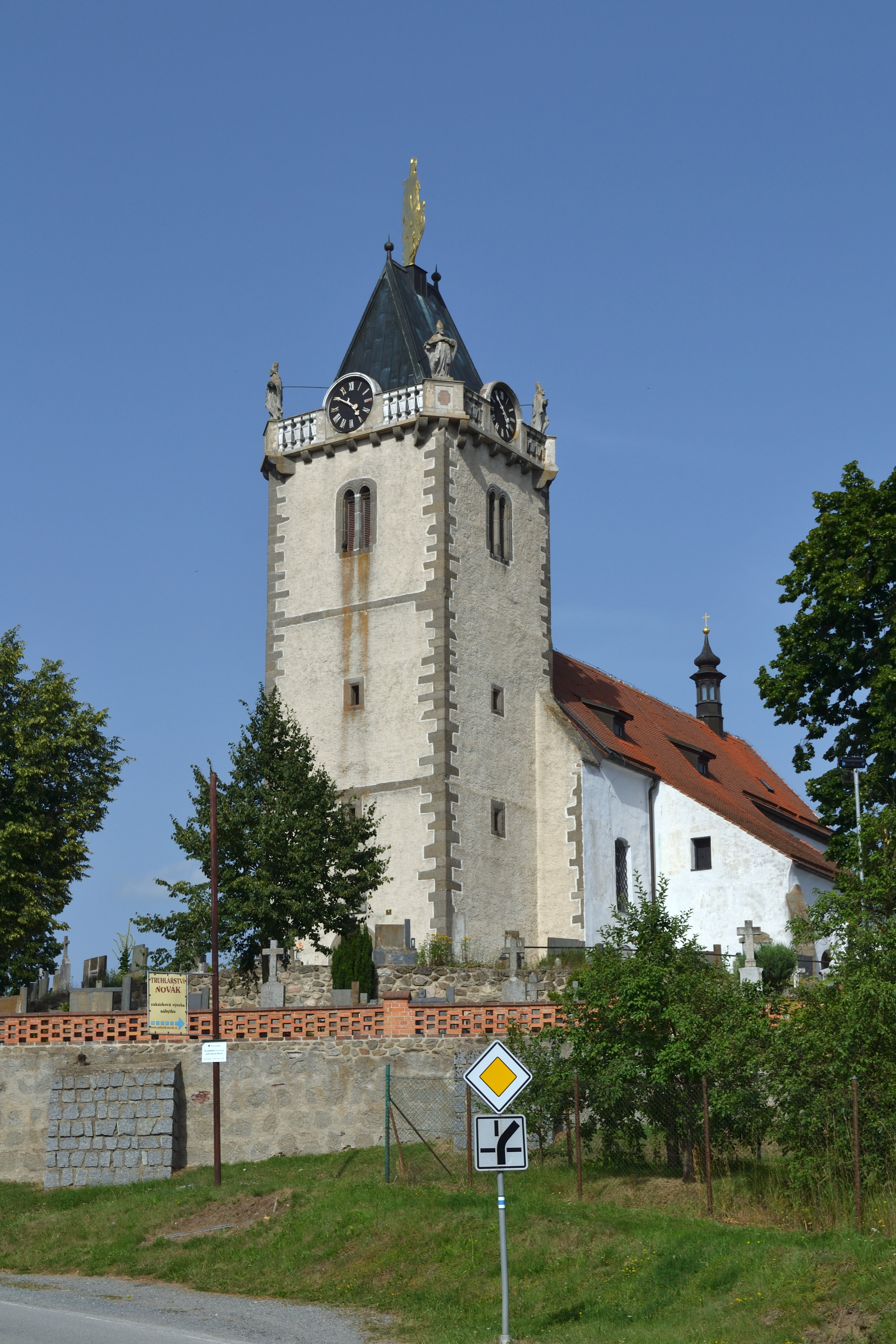
Kostelní věž
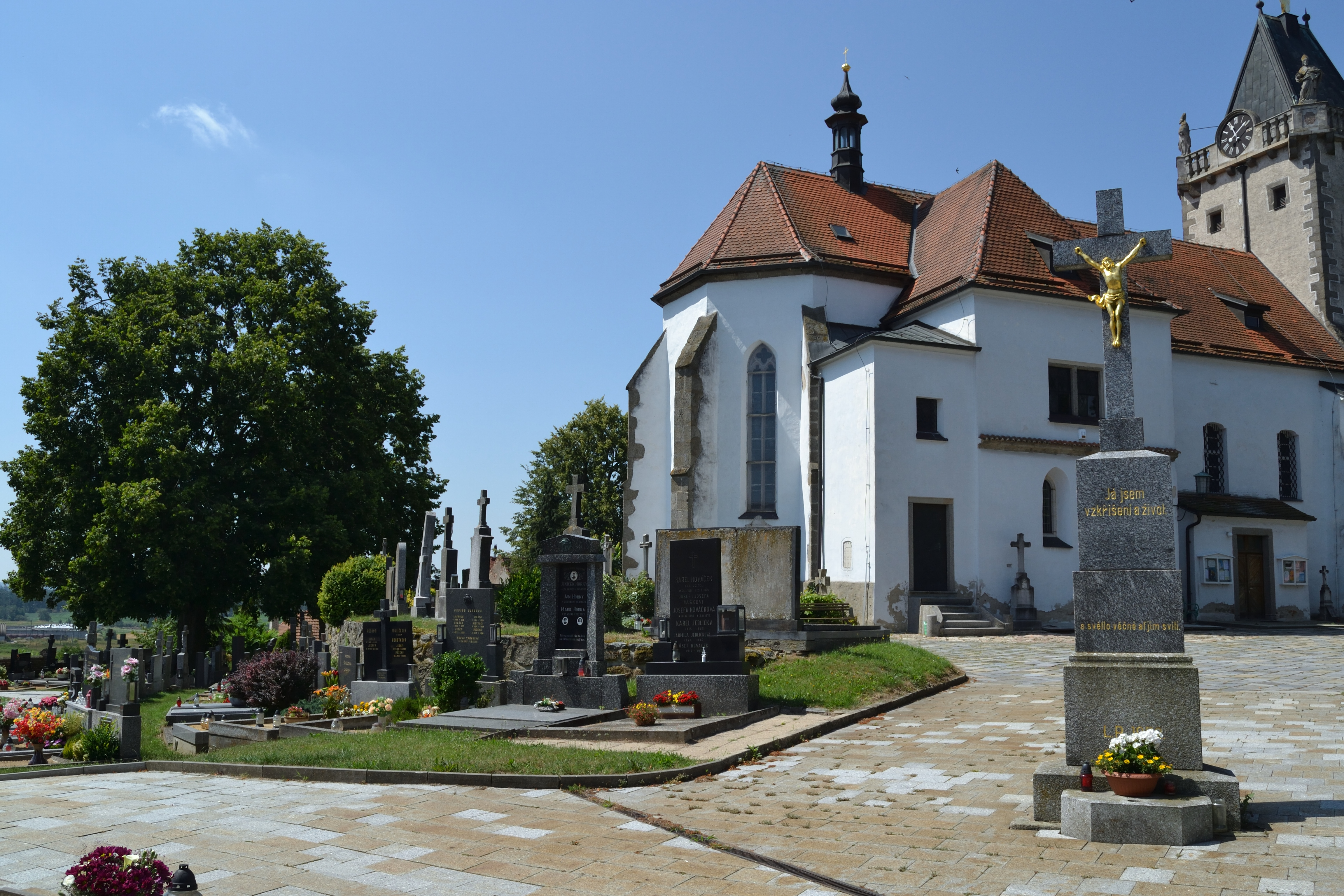
hřbitov u kostela
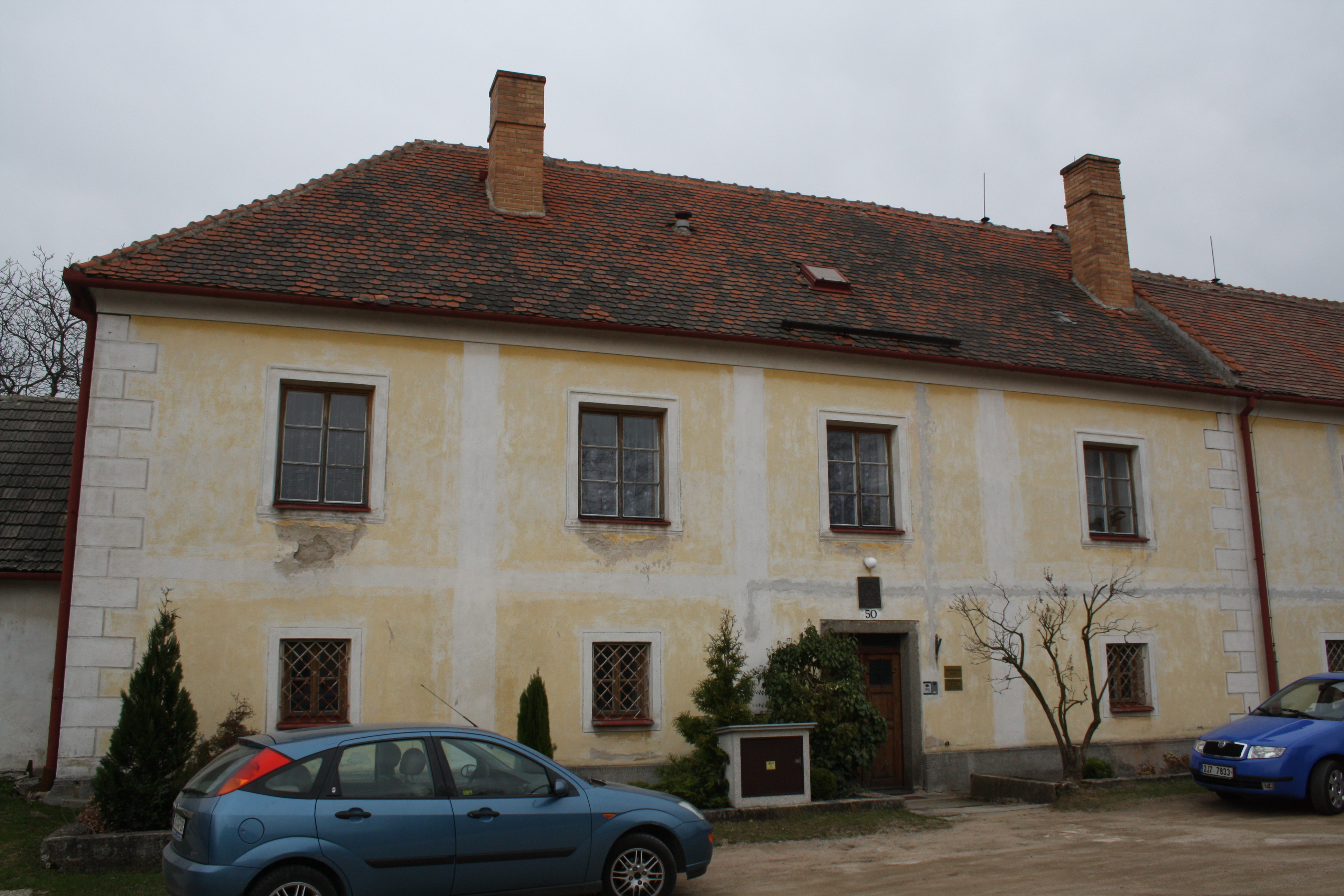
Fara